# DV8 Physical Theatre

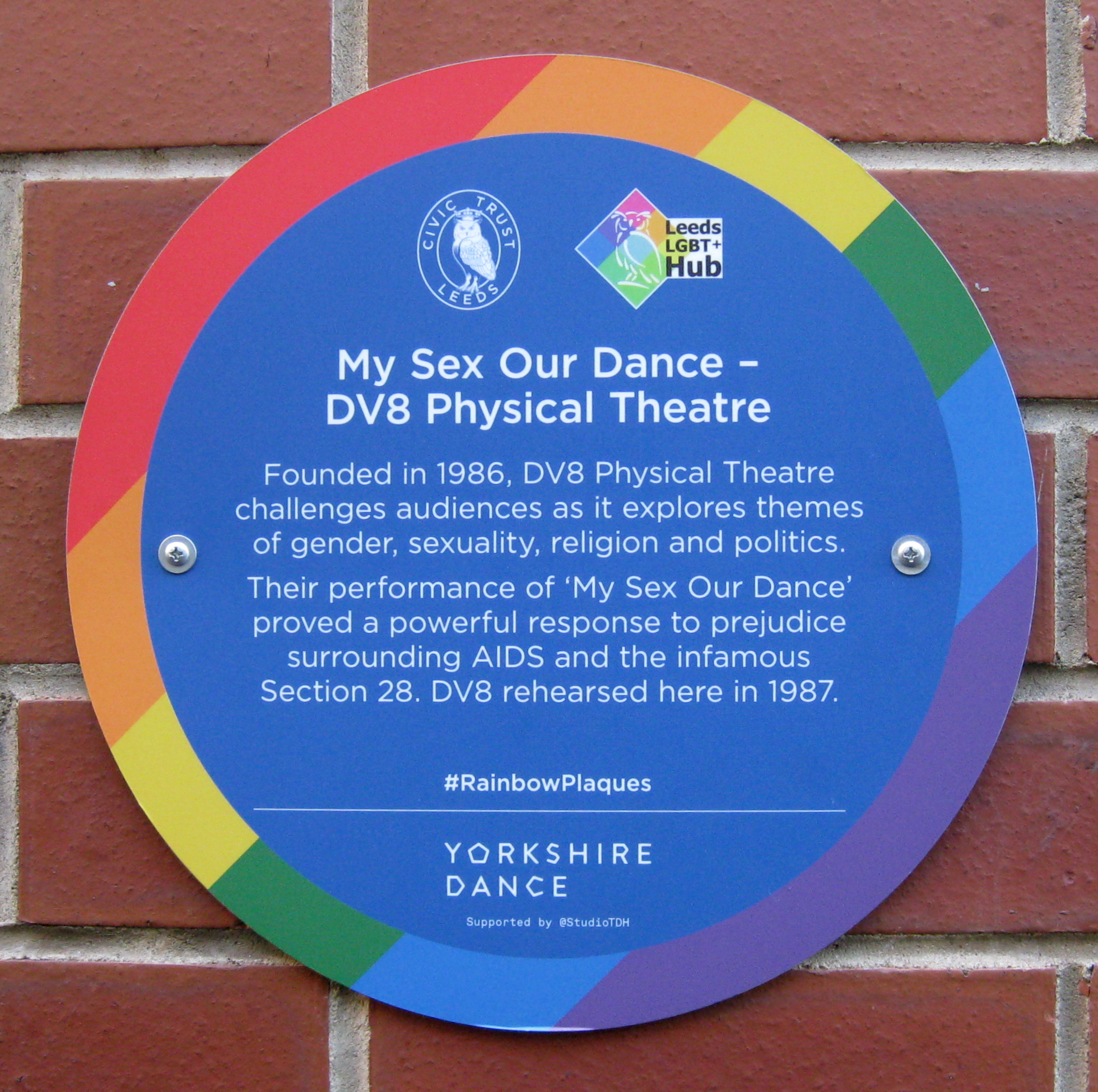
Targa arcobaleno (Rainbow Plaque) sul muro del Yorkshire Dance, St Peter's Square, Leeds, dedicata allo spettacolo My Sex Our Dance dei DV8

DV8 Physical Theatre (o Dance and Video 8) è stata una delle prime compagnie di teatro fisico britanniche. Fondata nel 1986 da Lloyd Newson (1986–2015), Michelle Richecoeur (1986–1988) e Nigel Charnock (1986–1989, 1992), con sede presso Artsadmin a Londra, si è sciolta ufficialmente nell'aprile 2022 quando Lloyd Newson ha annunciato il suo ritiro, all'età di 65 anni, tramite la pagina web della compagnia.
Lloyd Newson ha guidato DV8 come coreografo e direttore artistico per oltre trent'anni, ad eccezione della produzione My Sex, Our Dance (1986), co-creata ed eseguita con Nigel Charnock.
Soprattutto nella sua prima fase, la compagnia si è distinta per le performance basate sul corpo e sul movimento, e per l'abbattimento delle barriere fra le diverse forme d'arte e dimensioni performative - teatro, danza, film, video, musica, recitazione - con l'obbiettivo di rendere in modo diretto, chiaro e coinciso il contenuto dell'opera allo spettatore, sollecitando nuovi interrogativi, ponendo il focus su questioni socio-politiche.
Successivamente ha introdotto nel processo coreografico testi e materiali documentari, sperimentando la traduzione del linguaggio parlato in movimento fisico; se quest'ultimo è rimasto l'obbiettivo principale, il lavoro della compagnia si è progressivamente sviluppato verso l'approfondimento della relazione tra linguaggio e movimento, incorporando il parlato, la musica e la videoproiezione.
DV8 nel corso di oltre trent'anni di attività ha realizzato tournée nel Regno Unito e in 28 paesi in tutto il mondo e ha ricevuto oltre cinquanta premi nazionali e internazionali.

## Significato del nome
DV8, o Dance and Video 8, fa riferimento all'interesse del gruppo di comunicare e sperimentare la danza anche attraverso l'uso di media visivi, film e video; i membri della compagnia si sono occupati direttamente dell'utilizzo della tecnologia video sia come parte del processo creativo, registrando le improvvisazioni al fine di riceverne spunti, modificare il lavoro, rivedere se stessi e i propri movimenti inconsci, sia per realizzare la trasposizione filmica degli spettacoli e raggiungere un più ampio pubblico.
Nella sua pronuncia inglese, inoltre, "deviate" assume il significato di "deviare", andare contro la norma, uscire dagli schemi.
"Physical Theatre" rappresenta il primo esempio di utilizzo di questa espressione per definire la caratteristica di "teatro fisico" assegnata da Newson alla produzione della propria compagnia, un termine cui sarebbe stato ispirato da Grotowski, in visita nel Regno Unito negli anni sessanta e settanta, e che solo successivamente avrebbe ricevuto una categorizzazione in ambito accademico.
In seguito Newson avrebbe criticato l'uso estensivo di questa espressione da parte dei mass media, perché, a suo parere, divenuta comprensiva di "quasi tutto ciò che non è danza tradizionale o teatro"; negli anni novanta DV8 avrebbe sviluppato una nuova poetica, in cui la fisicità sarebbe risultata meno prorompente, e la sperimentazione maggiormente concentrata sul linguaggio.

## Storia

### Fondazione e primi lavori
Il DV8 Physical Theatre viene fondato nel 1986 da Lloyd Newson, Nigel Charnock e Michelle Richencoer, insoddisfatti della direzione assunta dalla danza contemporanea, ritenuta eccessivamente concentrata su tecniche formalizzate e ossessionata dall'"estetica prima del contenuto".

Mappa mondiale dei paesi in base al tasso di prevalenza dell'HIV-AIDS negli adulti (2020)

Le prime performance di DV8 - Bein' A Part, Lonely Art del 1985, spesso indicato come il loro debutto, è stato messo in scena prima che il gruppo si fosse formalmente costituito - si sono concentrate sul "campo di battaglia delle relazioni umane", hanno indagato il rapporto tra uomini e donne, l'isolamento, la solitudine, il desiderio, la fiducia, la sessualità: My Sex, Our Dance (1986), primo spettacolo ufficiale del gruppo, realizzato da Lloyd Newson in collaborazione con Nigel Charnock, ha affrontato l'emergenza dell'AIDS e il concetto di fiducia, sia emotiva che fisica, tra due uomini gay; le opere Deep End (1987), in cui, oltre a Newson, Richecoeur e Charnock, ha partecipato come interprete la ballerina Liz Ranken, ed Elemen T(H)ree Sex (1987), si sono focalizzate sulle relazioni eterosessuali.
Sempre nel 1987 la compagnia ha messo in scena My Body, Your Body (1987), un'esplorazione della psicologia delle donne alla ricerca di relazioni con uomini violenti, basato su una registrazione audio di una cara amica di Newson e sul libro Women Who Love Too Much di Robin Norwood. In questo periodo la compagnia, impegnata in tournée nel Regno Unito, ha avuto come membro anche Wendy Houstoun, in seguito protagonista di If Only 1990) e Strange Fish (1992).
Tutti e tre i lavori sono stati in tournée nel Regno Unito; My Sex, Our Dance e Deep End sono stati eseguiti anche a New York come parte del Next Wave Festival tenutosi alla Brooklyn Academy of Music nel 1988.
Nel 1988 è stato realizzato lo spettacolo teatrale Dead Dreams of Monochrome Men, sui temi dell'omosessualità, dell'omicidio e della necrofilia, ispirato al libro Killing for Company, sul serial killer britannico Dennis Nilsen. L'anno dopo DV8 ha ottenuto numerosi premi, tra cui il Time Out Dance Award e l'Evening Standard Ballet Award.
Nel 1990 Dead Dreams è stato il primo delle molte produzioni dei DV8 ad essere adattato per il cinema; il regista David Hinton, commissionato dal South Bank Show (ITV), ha collaborato con Newson per adattare la produzione teatrale per la televisione.

### 1990-2006
Dopo Dead Dreams of Monochrome Men, Newson ha iniziato a sviluppare uno stile più poetico, introducendo elementi più teatrali come discorsi, oggetti di scena e scenografie. All'epoca ha dichiarato di essere "affaticato dalla fisicità livida che ha segnato il lavoro di DV8 dal 1986 al 1989".

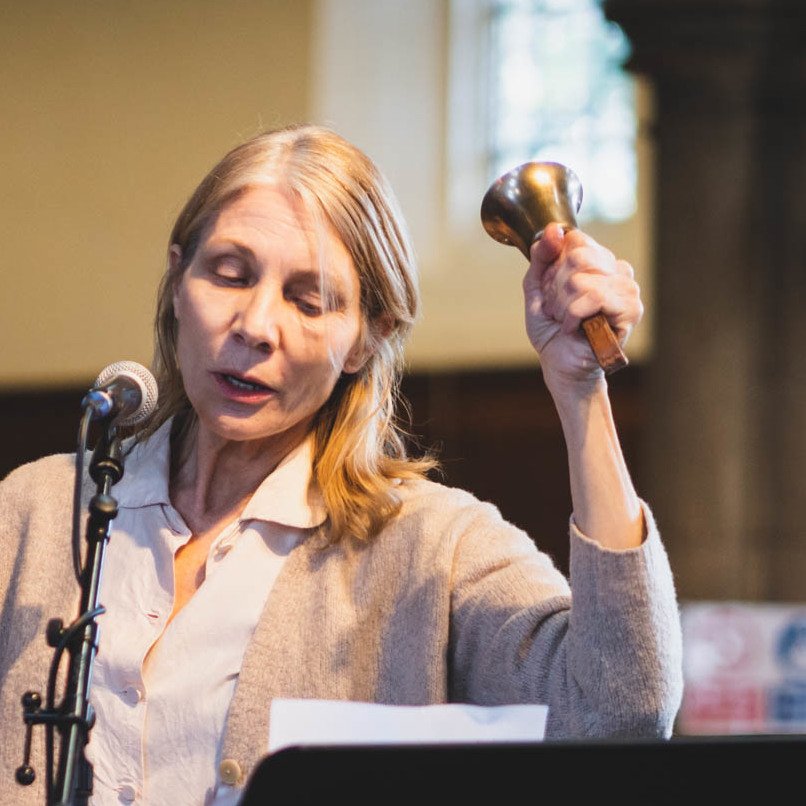
La soprano e compositrice britannica Melanie Pappenheim

Il primo di questi lavori è stato If Only (1990), vincitore del Golden Pegasus Award al Melbourne International Festival (1990), seguito da Strange Fish (1992), con Wendy Houstoun, Nigel Charnock e la cantante Melanie Pappenheim. Strange Fish, accolto con successo dalla critica, ha vinto il London Dance & Performance Award (1992) ed è stato adattato per un film della BBC lo stesso anno, ottenendo in seguito il primo Prix Italia.
Nel 1993 DV8 ha avviato il progetto MSM (1993) - Men who have Sex with Men, cioè uomini che hanno rapporti sessuali con altri uomini - servendosi per la prima volta di materiali di indagine sulla sessualità maschile, interviste di uomini di diversa età e provenienza; la parte letteraria, l'espressione delle parole contenute nei documenti raccolti, hanno costituito la struttura di allestimento di una nuova tecnica coreografica, fondata sulla relazione tra parole e movimento, meno connotabile, rispetto ai precedenti lavori, come uno spettacolo di "danza".
Con il lavoro successivo - Enter Achilles (1995–1998), Bound to Please (1997), The Happiest Day of My Life (1999), Can We Afford This/The Cost of Living (2000), The Cost of Living (2003), Just for Show - i DV8 hanno fatto ritorno alla coreografia, all'improvvisazione, ai temi privati e di ricerca psicologica esplorati in precedenza: perfezione fisica, amore e finzione, inganno e onestà, attinti da esperienze personali e materiale fittizio.
Queste opere sono state accolte positivamente dalla critica e apprezzate dal pubblico. La versione cinematografica della BBC di Enter Achilles (1996) ha nuovamente vinto un Prix Italia e un International Emmy Award nel 1997, mentre The Happiest Day of My Life (1999) ha vinto il Time Out Set Design of the Year.
Nel 2000 la Sydney Cultural Olympiad ha commissionato Can We Afford This, successivamente ribattezzato The Cost of Living, che ha continuato ad aprire la stagione Dance Umbrella di Londra, ed è stato in tournée a Hong Kong. Nel 2004, il lavoro è stato adattato in un film pluripremiato, diretto da Newson, e rielaborato con scene extra come produzione site-specific, Living Costs (2003), commissionato da e per la galleria d'arte contemporanea Tate Modern di Londra.
Just for Show, realizzato nel 2004-2005, è stata la prima delle coproduzioni dei DV8 con il National Theatre di Londra.

### 2007-2022

#### Teatro documentario
La produzione successiva, To Be Straight With You (2007), ha segnato il ritorno, quattordici anni dopo MSM, al processo di raccolta di interviste registrate utilizzate come "punto di partenza per la coreografia" e al passaggio di Newson al teatro documentario, basato sulla traduzione in movimenti minuziosamente dettagliati di materiali letterari (scomposti in ritmo, significato, tono, contesto), riguardanti parole reali pronunciate da persone reali. Il ruolo affidato al coreografo/performer è stato quello tradurre le parole in movimento e di "esplorare modi diversi e divergenti di rispondere alla fonte testuale".
Per creare la sceneggiatura, 85 persone di diverse etnie e sessualità sono state intervistate da Newson e dal suo ricercatore, Anshu Rastogi, sulle loro esperienze e opinioni riguardo a religione, cultura e omosessualità.

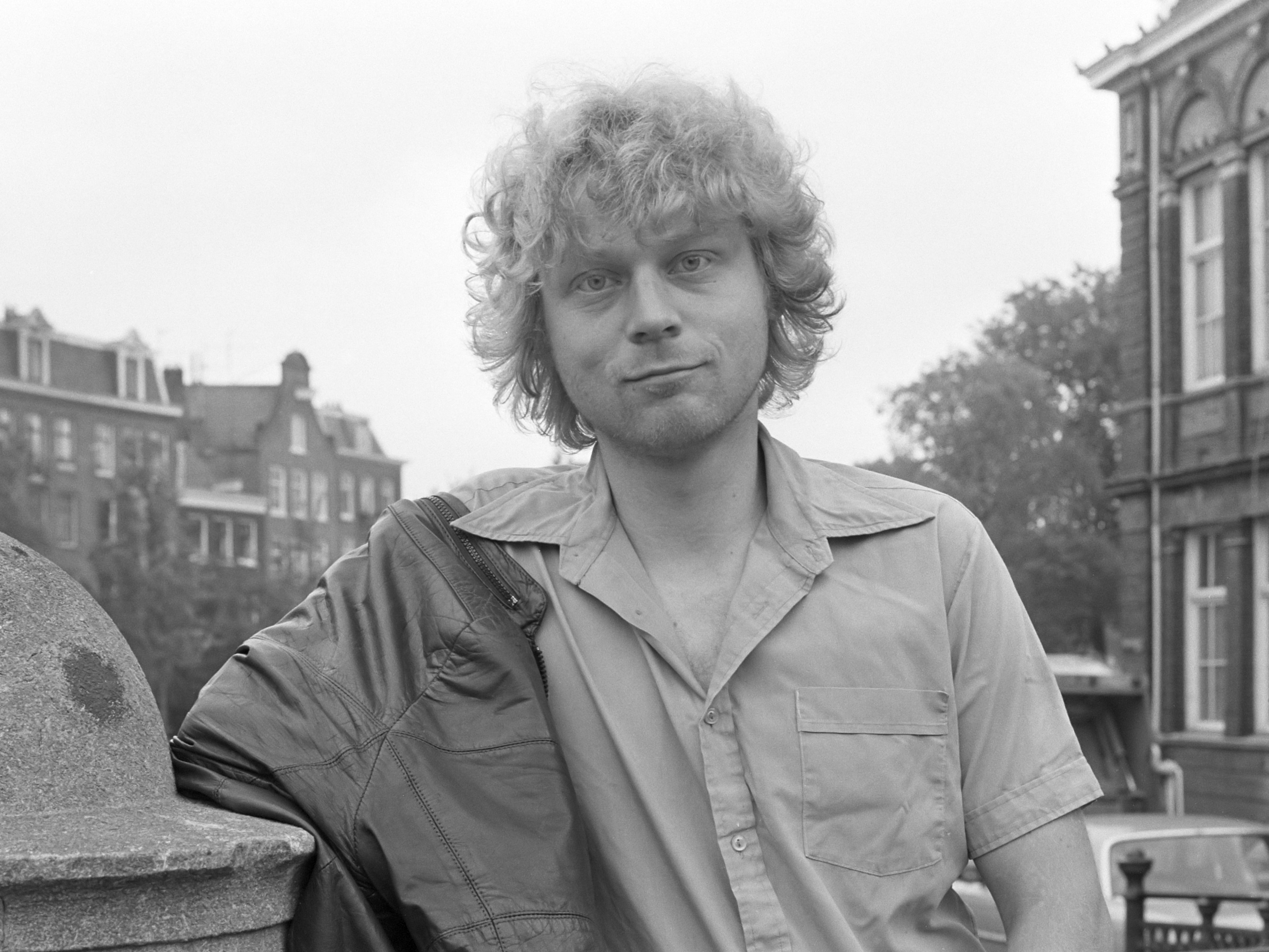
Il regista olandese Theo van Gogh, assassinato da un estremista islamico nel 2004

Con Can We Talk About This? (2011-2012) DV8 ha trattato il tema della libertà di parola, della censura e dell'Islam, indagando sui concetti di multiculturalismo, tolleranza e integrazione. Ha attinto a interviste esistenti e a quelle condotte dallo stesso Newson e ha coinvolto persone associate alla messa al rogo del libro Versetti satanici dello scrittore Salman Rushdie e soci del regista Theo van Gogh, assassinato dall'islamista olandese Mohammed Bouyeri. Can We Talk About This? ha vinto un Helpmann Award (Australia, 2012), ed è stato nominato Produzione dell'anno da Tanz Magazine (Germania, 2012).
Il lavoro di DV8, John (2014) è concentrato sulla storia della vita di un uomo, l'omonimo personaggio del titolo, interpretato da Hannes Langolf; John è uno dei cinquanta uomini intervistati in vista della creazione di questo spettacolo, cui sono state poste domande aperte su amore, sesso e sessualità. Viene ripercorsa la sua esistenza travagliata, trascorsa in un contesto di difficili relazioni familiari, delinquenza, dipendenza da alcol e droghe, fino agli sforzi per la riabilitazione e il desiderio di condurre una vita normale. Ancora una volta coprodotto con il National Theatre, è stato trasmesso nei cinema di tutto il mondo attraverso il programma NT Live.
Il 12 gennaio 2016 la compagnia ha annunciato che il direttore artistico Lloyd Newson si stava prendendo una pausa per riflettere sul futuro, precisando che per questo motivo la produzione di nuovi lavori sarebbe stata sospesa a tempo indeterminato.
Una nuova produzione di Enter Achilles, creata da Newson e coprodotta con Ballet Rambert e Sadler's Wells, è stata presentata in anteprima mondiale all'Adelaide Festival nel marzo 2020.
Nell'aprile 2022 un comunicato apparso nel sito web della compagnia ha annunciato, con l'avvenuto pensionamento del fondatore Lloyd Newson, anche la fine dell'esperienza artistica di DV8.

## Stile e temi
Per diversi studiosi, DV8 è stata la prima compagnia di danza britannica a rivelare nel proprio lavoro l'influenza dell'Ausdruckstanz, di Pina Bausch e del Tanztheater di Wuppertal, con l'intento di ampliare le possibilità espressive della danza e abbattere le barriere fra questa e il teatro.

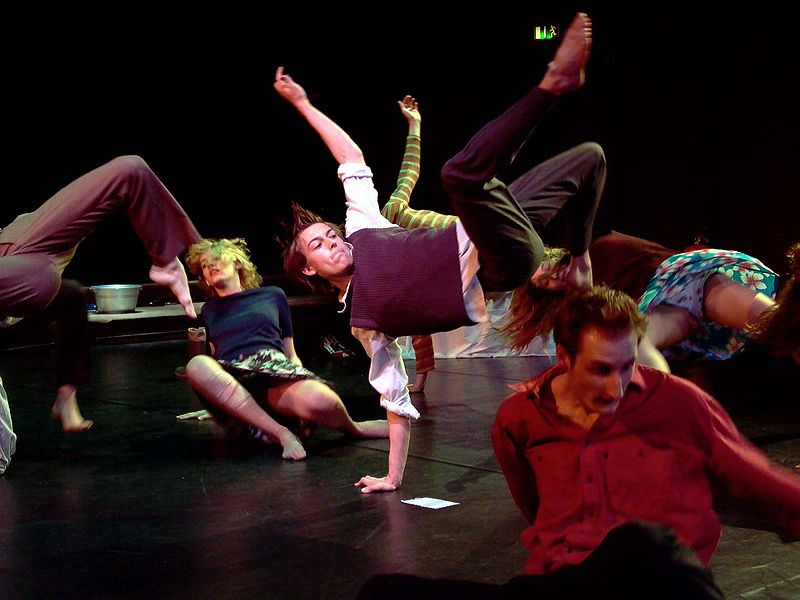
Teatro sperimentale, Germania, 2004

Nel perseguire questi obbiettivi la compagnia si è proposta di far emergere le individualità nel processo creativo, di aprirsi all'improvvisazione, lasciando gli artisti liberi di utilizzare i propri sentimenti e la propria immaginazione, rendendoli materiale di lavoro. In questo modo, ha ridefinito il rapporto tra coreografo e ballerino, riconoscendo quest'ultimo come soggetto creatore e "corpo vissuto", portatore di esperienze personali, al contrario di quanto Newson avrebbe dichiarato di aver vissuto personalmente nelle sue precedenti attività professionali: i coreografi, a suo dire, l'avrebbero trattato come "nient'altro che un po' di pigmento con cui dipingere".
La caratteristica principale di DV8 è stata quella di "estendere e spingere i confini del tipo di movimento che può essere incluso in una performance di danza", sperimentando nel contempo "con quali mezzi potrebbero essere combinati con il movimento per creare un linguaggio teatrale coinvolgente".
Soprattutto agli inizi, negli anni ottanta, il lavoro dei DV8 risulta connotato da uno stile fisicamente molto impegnativo e dall'obbiettivo di dissolvere le barriere esistenti tra le diverse forme d'arte, comunicando idee e sentimenti in modo chiaro e senza pretese, mettendo in discussione gli atteggiamenti e le convinzioni dominanti.
Secondo McCormack, Newson avrebbe prodotto "un lavoro che lotta continuamente per riconoscere che la danza può essere un modo valido per esplorare idee e politiche complesse", evidenziato dai temi sociali affrontati, come la libertà di parola, i diritti umani, il multiculturalismo, la tolleranza/intolleranza, i ruoli di genere, l'identità sessuale e sociale, oltre che questioni riguardanti la sfera individuale.
In un'intervista del 1998, lo stesso Lloyd Newson ha affermato che è "il contenuto piuttosto che lo stile a guidare il lavoro di DV8" e a distinguerlo dalle altre compagnie, il lavoro di scavo compiuto nell'interiorità e nelle relazioni fra individui, che a loro volta riflettono questioni politiche e sociali.
Con il nuovo millennio i DV8 sperimentano una nuova forma teatrale, incorporando nella forma di teatro danza, testi e materiale documentario, in particolare interviste, come in To Be Straight With You (2007) Can We Talk About This?. Pur mitigato la dimensione prettamente fisica delle proprie performance, la compagnia non abbandona tuttavia la propria caratteristica dell'"assunzione di rischi", essendo questa intesa non semplicemente in senso lato, come sperimentazione, portata agli estremi, dei limiti corporei degli artisti, ma anche, dal punto di vista estetico ed etico, come idea di come e quanto la danza possa spingersi per generare "complicate narrazioni emotive", per coinvolgere, contribuire alla discussione di importanti e attuali questioni.

## Finanziamento e produzione
Il DV8 Physical Theatre ha ricevuto finanziamenti attraverso il programma National Portfolio dell'Arts Council England, oltre al sostegno occasionale del progetto da parte del British Council.
Ha viaggiato molto nel Regno Unito e in Europa, e più lontano in Australia, Stati Uniti, Hong Kong, Corea e Taiwan. Molti dei suoi partner di coproduzione a lungo termine erano teatri e festival di tutto il mondo. La compagnia era una società associata di Artsadmin, e membro di ITC, One Dance UK e IETM. Newson ha spesso affermato che la compagnia era motivata dall'ispirazione artistica e dal bisogno creativo, piuttosto che da esigenze finanziarie, organizzative e di tournée.

## Membri di DV8
Dal 1986 al 1992 ha fatto parte dei DV8 il ballerino e coreografo Nigel Charnock, con il quale Lloyd Newson ha codiretto My sex, our dance (1986); nel 1987 è entrata a far parte della compagnia anche la ballerina Wendy Houstoun, una delle principali interpreti fino al 1992. Dopo questa data sia Charnock che Houstoun hanno proseguito la carriera come solisti. La compagnia ha ospitato anche altri artisti noti al pubblico come solisti, come Diana Payne-Myers e David Toole, un ballerino e attore britannico disabile, privo degli arti inferiori.

## Opere
DV8 ha prodotto 18 opere per il teatro, la maggior parte delle quali rappresentate in tournée internazionali, e quattro film pluripremiati adattati da spettacoli teatrali.

### Teatro[55]
- My Sex, Our Dance, 1986 – commissionato dal Battersea Arts Center e sostenuto da una sovvenzione del Camden Borough Council .
- Deep End, 1987 – commissionato da John Ashford per The Place Theatre, Londra
- Elemen T(h)ree Sex, 1987 – commissionato da Yorkshire Arts e finanziato da Yorkshire & Humberside Arts Board
- My Body, Your Body, 1987 - coprodotto da Dance Umbrella e London Borough of Camden
- Dead Dreams of Monochrome Men, 1988 – commissionato dal Third Eye Centre, Glasgow
- If Only, 1990 – coprodotto da The Festival Unit – Glasgow City of Culture 1990, Festival d'Eté de Seine Maritime (Rouen) e The South Bank Centre (Londra)
- Strange Fish, 1992 – commissionato da EXPO 92 (Siviglia), Gran Bretagna all'EXPO, e coprodotto con il National Arts Centre, Ottawa
- MSM, 1993[17]– coprodotto dal Royal Court Theatre e Nottingham Playhouse
- Enter Achilles, 1995 – coprodotto da Wiener Festwochen e Royal Festival Hall con Dance Umbrella, con il contributo di Bayerische Staatsoper /Labor, Bayerische Staatsschauspiel /Marstall.
- Bound to Please, 1997 - coprodotto da Springdance Festival, Théâtre de la Ville, Cambridge Arts Theatre, Royal Festival Hall, Centre National de Danse Contemporaine d'Angers l'Esquisse
- The Happiest Day of My Life, 1999[56] - coprodotto dalla Royal Festival Hall; Théâtre de la Ville, Bayerisches Staatsschauspiel /Marstall, München, Léonard de Vinci, opéra de Rouen, Kulturhus Åarhus, Julidans Festival/Stadsschouwburg Amsterdam e Internationales Sommertheater Festival Hamburg
- Can We Afford This/The Cost of Living, 2000 – commissionato dal Sydney 2000 Olympic Arts Festival e coprodotto a Londra da DV8 e The Royal Festival Hall in associazione con Dance Umbrella
- Living Costs (promenade performance), 2003 – commissionato dalla Tate
- The Cost of Living, 2003[57]– coprodotto dal Théâtre de la Ville e dal Festival d'Automne; Festival Romaeuropa; Julidans Festival / Stadsschouwburg Amsterdam; PACT Zollverein / Choreographisches Zentrum NRW e Hebbel Theater di Berlino
- Just For Show, 2005[58] – coprodotto da Romaeuropa Festival e Accademia Filarmonica, Roma; Teatro Nazionale, Londra; Théâtre de la Ville e il Festival d'Automne, Parigi; spielzeiteuropa/ Berliner Festspiele, Berlino
- To Be Straight With You, 2008[59] – coprodotto da spielzeit'europa/ Berliner Festspiele, National Theatre, Londra, Maison des Arts de Creteil e Festival D'Automne, Parigi.
- Can we talk about this?, 2011[60] – coprodotto con Théâtre de la Ville e Festival d'Automne, Parigi, National Theatre, Londra e Dansens Hus Stockholm.
- John, 2014[61] – coprodotto da National Theatre, London, Biennale de la Danse de Lyon, La Villette, Paris, Théâtre de la Ville e Festival d'Automne Paris, Dansens Hus Stockholm e Dansens Hus Oslo.
- Enter Achilles, 2020 - presentato da Rambert & Sadler's Wells

### Film
Gli adattamenti cinematografici delle produzioni cinematografiche di DV8, ad eccezione di Dead Dreams of Monochrome Men, sono stati prodotti da DV8 Films Ltd.
- Dead Dreams of Monochrome Men, 1989, commissionato da LWT
- Strange Fish, 1992, commissionato dalla BBC
- Enter Achilles, 1995, commissionato dalla BBC
- The Cost of Living, 2004, commissionato da Channel 4

## Premi
Tra gli oltre cinquanta premi ottenuti nel corso di circa trent'anni di attività, si ricordano: Manchester Evening News Theatre Awards (MENTA, 1987), London Dance and Performance Award (1988, 1990 e 1992), Grand Prix International Video-Danse/Pierre Cardin Award (1993), Prix Italia (vinto tre volte: 1994, 1996, 2005), Golden Spire Award, San Francisco International Film Festival (1997), International Emmy for Performing Arts (1997), Audience Award, Cinedans (2005), Grand Prix de Danse, Paris (2009).